# Dusona meritor
Dusona meritor là một loài tò vò trong họ Ichneumonidae.